# Епархия Лос-Текеса
Епархия Лос-Текеса (лат. Dioecesis Tequinensis) — епархия Римско-католической церкви с центром в городе Лос-Текес, Венесуэла. Епархия Лос-Текеса входит в митрополию Каракаса. Кафедральным собором епархии Лос-Текеса является церковь святого Филиппа Нери.

## История
23 июля 1965 года Папа Римский Павел VI издал буллу «Amor ille», которой учредил епархию Лос-Текеса, выделив её из архиепархии Каракаса.
30 ноября 1996 года епархия Лос-Текеса передала часть своей территории новообразованной епархии Гуаренаса.

## Ординарии епархии
- епископ Хуан Хосе Берналь Ортис (25.07.1965 — 19.10.1980);
- епископ Пио Белло Рикардо, S.J.[1] (31.01.1981 — 2.12.1995);
- епископ Марио дель Валье Моронта Родригес (2.12.1995 — 14.04.1999), назначен епископом Сан-Кристобаля-де-Венесуэлы;
- епископ Рамон Овидио Перес Моралес (5.06.1999 — 30.12.2004);
- епископ Фредди Хесус Фуэнмайор Суарес (с 30 декабря 2004 года).